# 里士满号巡防舰
里士满号巡防舰（英語：HMS Richmond）又稱里士满号，是英國皇家海軍的一艘23型巡防舰。它于1993年4月6日下水，是天鹅猎人造船厂建造的最后一艘军舰。 1994年11月，里士满号巡防舰启航。該軍艦的名稱來自於里奇蒙公爵。
2021年9月26日，里士满号穿過台海。